# Igualeja
Igualeja es un municipio español de la provincia de Málaga (Andalucía), situado en el oeste de la provincia, en el Valle del Genal, siendo una de la poblaciones que conforman la comarca de la Serranía de Ronda.
En el año 2016 el municipio contaba con una población de 793 habitantes.

## Situación
Se asienta a unos 690 metros sobre el nivel del mar en la cabecera del Valle del Genal. Un paraje escarpado, aislado y de gran belleza paisajística por los cultivos de castaño. El pueblo se encuentra a unos 20 km de la ciudad de Ronda, a 8 kilómetros de Pujerra y a 36 km de la Costa del Sol por la carretera de San Pedro.

## Historia
La primera referencia histórica de este pueblo es del siglo XV. En esta época pertenecía a la cora (provincia) de Rayya, integrada en el reino nazarí de Granada. El nombre de Igualeja podría provenir del término árabe al-walay, que significa “el recodo”, o bien del castellano “iguales”, que haría referencia al reparto igualitario realizado por los cristianos tras la expulsión de los moriscos en 1570.
De 1870 a 1914 se extrajo magnetita en la explotación a cielo abierto de la mina del skarm de El Robledal, situada entre los términos municipales de Parauta e Igualeja. Los impulsores de esta industria extractiva fueron primero Matías Huelin y Guillermo Penrose Marck (cónsul inglés en Málaga) y después los Larios. El mineral había sido identificado por los geólogos Orueta Aguirre, vinculado a los altos hornos de Marbella, y José Macpherson como alternativa al extraído en la mina de El Peñoncillo de Ojén.

## Geografía humana

### Demografía
Cuenta con una población de 774 habitantes (INE 2024).
| Gráfica de evolución demográfica de Igualeja entre 1842 y 2021                                                        |
| |
| Población de derecho según los censos de población del INE. Población de hecho según los censos de población del INE. |

La tendencia poblacional del municipio en la última década ha sido descendente, pasando de los más de 900 habitantes en 2006 a estar por debajo de los 800 habitantes actualmente. Igualeja presenta un perfil demográfico adulto-viejo, pues el primero de estos dos grupos de edad supone el 56,94 % de la población total, mientras los mayores de 65 años representan un 27,76 % y los jóvenes un 15,3 %.

### Economía
La economía igualejeña está basada en la agricultura del castaño, generando una producción cada mes de octubre (conocido popularmente como el mes de la castaña) de unos 2 millones de kilos de castañas.
En el mes de la castaña todo el mundo trabaja en el campo , y llevan las castañas a la cooperativa y de allí a los camiones para transportarla a otros sitios. Es importante la fabricación de chacinas y la extracción de mármol. En los últimos años está cobrando importancia el turismo rural.

### Evolución de la deuda viva municipal
| Gráfica de evolución de Deuda viva del Ayuntamiento de Igualeja entre 2008 y 2019                                |
| |
| Deuda viva del Ayuntamiento de Igualeja en miles de Euros según datos del Ministerio de Hacienda y Ad. Públicas. |

## Monumentos
Como monumentos destacados están la Iglesia de Santa Rosa de Lima, que ha sido reformada varias veces a lo largo de la historia pero que aún conserva el campanario proveniente del alminar de la mezquita primitiva,  la ermita del Divino Pastor y el nicho de la plaza donde se encuentra el señor de la misericordia. Parajes de singular belleza son el manantial del río Genal conocido como “El Nacimiento” y la cueva de la Fuensanta y la cueva excéntrica.

## Política
Las formaciones políticas que más simpatías obtienen de los igualejeños son el Partido Socialista Obrero Español o PSOE (socialdemócrata) y el Partido Popular o PP (conservador). La rivalidad entre estas formaciones son el origen de algunas de las discusiones existentes entre los igualejeños.Estas formaciones tienden a sucederse en el ayuntamiento de Igualeja. Hasta que en las elecciones del 28 de mayo de 2023 un grupo de jóvenes igualejeños crearon una lista independiente por el grupo político “POR MI PUEBLO” ganando así las elecciones por mayoría absoluta.

## Fiestas
Es tradición en Igualeja que las fiestas sean pagadas por donativos de voluntarios, conocidos como mayordomos, y que sean disfrutadas por todos. La fiesta más importante es la Feria, celebrada a finales de agosto durante la semana del 23, en honor a la patrona Santa Rosa de Lima. Otras fiestas se celebran el 12 de marzo en honor al patrón San Gregorio Magno, el día del Corpus, el día de la Octava, que es una semana después del anterior, y el domingo de Resurrección.

## Gastronomía
- Mistela de Igualeja
- Mal-cocinado
- Ensalada de limones: Aceite de oliva virgen extra de alta calidad, limón troceado sin piel, cebollino y sal. Se come con pan tostado típico del pueblo. También puede aparecer su variante añadiéndole naranja troceada.
- Sopa cocida: se cocina en la sartén con aceite, ajos, pimiento, cebolla, patata, pan y huevos.

## Personas destacadas
- Francisco Flores Arrocha, bandolero.

Francisco Flores Arrocha nace en Igualeja en 1887. Según cuentan su suegro no quiso venderle una finca de su propiedad, y acaba vendiéndosela a su cuñado Salvador. En 1931 Flores Arrocha va a hablar con su cuñado Salvador para convencerlo de que le venda la finca que le había comprado a su suegro. Ambos se ensalzan en una discusión que acaba con la muerte de la hija de Salvador de 18 años. Desde ese momento Flores Arrocha huye a la sierra y es perseguido por la Guardia Civil. En 1932 Flores Arrocha vuelve a la finca y acaba matando a Salvador, a su esposa y los hijos de ambos, sobreviendo solo una hija que tenía meses, aunque resultó herida. Flores Arrocha tras estos hechos, vuelve a la sierra, y en diciembre de 1934 la Guardia Civil logra dar con su paradero y van en su búsqueda, tras un duro enfrentamiento, ofreciendo gran resistencia y sin querer rendirse, y tras la muerte de varios guardia civiles, estos logran cercarle y darle muerte.